# Fabian Nicieza
Fabian Nicieza (Buenos Aires, 31 dicembre 1961) è un fumettista e curatore editoriale statunitense, noto per il suo lavoro di sceneggiatore presso la Marvel Comics, su personaggi come gli X-Men.
Ha lavorato anche per la casa editrice Teshkeel Comics su un comic book intitolato I 99.

## Carriera nei fumetti

### Inizi in Marvel Comics
Nicieza ha iniziato la sua carriera in Marvel Comics negli anni '80, inizialmente lavorando come copywriter per il dipartimento di licenze della casa editrice. Il suo talento narrativo è stato presto riconosciuto, e ha iniziato a scrivere sceneggiature per serie come Alpha Flight e The New Warriors.

### Co-creazione di Deadpool
Nel 1991, insieme all'artista Rob Liefeld, Nicieza ha co-creato Deadpool, che ha fatto la sua prima apparizione in New Mutants #98. Deadpool, con il suo senso dell'umorismo irriverente e le sue avventure fuori dagli schemi, è diventato uno dei personaggi più popolari della Marvel.

### X-Men e altre collaborazioni
Durante gli anni '90, Nicieza ha avuto un ruolo significativo nello sviluppo delle storie degli X-Men, scrivendo titoli come X-Force e X-Men. Ha lavorato su saghe importanti come La Saga di Fenice Nera e Age of Apocalypse. La sua capacità di intrecciare trame complesse con profonde caratterizzazioni lo ha reso uno dei principali scrittori dell'epoca.

### Carriera post-Marvel
Dopo aver lasciato la Marvel negli anni 2000, Nicieza ha lavorato per altre case editrici, tra cui DC Comics, Dark Horse, Valiant e Acclaim Comics. Ha scritto storie per personaggi come Batman, Superman e Turok. Inoltre, ha collaborato a progetti multimediali, espandendo il suo talento creativo oltre il mondo dei fumetti.

## Opere principali

### Marvel Comics
- New Mutants (#98)
- X-Force (#1–43)
- The New Warriors (#1–53)
- Deadpool & Cable

### DC Comics
- Justice League: A Midsummer’s Nightmare
- Legion Lost

### Altro
- Turok: Dinosaur Hunter (Valiant)
- Psi-Lords (Acclaim)

## Elenco delle note
1. ↑   PopImage, su web.archive.org, 3 marzo 2016. URL consultato il 21 novembre 2024 (archiviato dall'url originale il 3 marzo 2016).
2. ↑   Marvel Entertainment, Learn the Origins of Deadpool with His Creator, Fabian Nicieza, on Marvel LIVE! from NYCC 2014, 10 ottobre 2014. URL consultato il 21 novembre 2024.
3. ↑  (EN) Age of Apocalypse Vol 1, su Marvel Database. URL consultato il 21 novembre 2024.
4. ↑   Near Mint Condition, Fabian Nicieza Interview!, 14 dicembre 2020. URL consultato il 21 novembre 2024.